# Silene yetii
Silene yetii är en nejlikväxtart som beskrevs av Gilbert François Bocquet. Silene yetii ingår i släktet glimmar, och familjen nejlikväxter. Inga underarter finns listade i Catalogue of Life.